# Хинтила
Хинтила или Кинтила (на латински: Chintila; Khíntila; † 20 декември 639) е крал на вестготите от 636 до 639 г.
Избран е за крал след смъртта на Сизенанд на 12 март 636 г. в Толедо.
През юни 638 г. на 6. концил в Толедо се решава да се засили борбата против евреите. Той иска да унищожи и не търпи еврейството в царството си.
Умира 639 г. от естествена смърт и на неговото място става крал неговият малолетен син Тулга.